# シャミール・ガイダルベコフ
シャミール・ガイダルベコフ （Shamil Gaidrbekov、1981年5月16日 - ）は、ロシアの男性キックボクサー。身長174cm、体重70kg。スコーピオンジム所属。「ロシアンヒットマン」の異名をもつ。

## 来歴
2001年に掣圏道に出場。
2004年には代役としてK-1 WORLD MAXに出場し勝利、決勝ラウンドにまで進出。準々決勝でアルバート・クラウスと対戦、互角の試合を繰り広げたが、判定負け。
2005年7月6日、総合格闘技大会HERO'S出場選手アースラン・マゴメドフのセコンドとして来日。試合前日の健康診断によりマゴメドフが出場不可能となったため、急遽代役で出場することに。試合では宮田和幸のチョークスリーパーで敗北したものの、序盤ではオリンピック元日本代表レスラー宮田のタックルを切るなど、総合格闘技でも潜在能力の高さをうかがわせた。

## 戦績

### 総合格闘技
| 総合格闘技 戦績 | 総合格闘技 戦績 | 総合格闘技 戦績 | 総合格闘技 戦績 | 総合格闘技 戦績 | 総合格闘技 戦績 | 総合格闘技 戦績 |
| --------------- | --------------- | --------------- | --------------- | --------------- | --------------- | --------------- |
| 1 試合          | (T)KO           | 一本            | 判定            | その他          | 引き分け        | 無効試合        |
| 0 勝            | 0               | 0               | 0               | 0               | 0               | 0               |
| 1 敗            | 0               | 1               | 0               | 0               | 0               | 0               |

| 勝敗 | 対戦相手 | 試合結果                   | 大会名                                                                                | 開催年月日   |
| ×    | 宮田和幸 | 1R 2:49 チョークスリーパー | HERO'S 2005 ミドル級世界最強王者決定トーナメント開幕戦 【ミドル級トーナメント 1回戦】 | 2005年7月6日 |

### キックボクシング
- 33戦 27勝 6敗

## 獲得タイトル
- 2001年・2002年 ムエタイ・ロシアチャンピオン
- 2003年 IAMTFバンコク世界チャンピオンシップ 準優勝
- 2003年 WBKF71kg級トーナメント 優勝